# Плодовое тело гриба
Плодо́вое те́ло (спорока́рп, или карпофо́р) — редукторная часть организма гриба, образующаяся из переплетённых гиф мицелия. Функцией плодового тела является образование спор, возникающих в результате полового процесса (такие споры называют мейсипорами, в отличие от митоспор, образующихся без полового процесса, вегетативно). В обиходе плодовое тело обычно называется просто «гриб». Плодовое тело аскомицетов называют также аскока́рп или аско́ма, а базидиомицетов — базидиока́рп или базидио́ма.
Плодовыми телами называют также спороносящие органы слизевиков.
Знать строение и признаки плодовых тел полезно любому грибнику, это поможет грамотно и точно определять грибы при сборе.
Особенно важно уметь уверенно различать ядовитые грибы и похожие на них съедобные.

## Формы плодовых тел
Часто в популярной литературе грибы делят на такие основные формы:
- шляпконожечные;
- сидячие (консолевидные, копытовидные или в виде неправильных наростов);
- округлые: шаровидные, грушевидные, клубневидные (подземные) и др. Так обычно описывают плодовые тела замкнутого строения (см. Гастеромицеты);
- другие (распростёртые, распростёрто-отогнутые, булавовидные, коралловидные, уховидные, лопастные, звездчатые, пагода и т. п.).

Такое деление может быть неточным с научной точки зрения, но для практики определения грибов при сборе оно обычно удобно.
Часто форма сильно меняется при созревании гриба, особенно это относится к округлым плодовым телам. Их оболочка (перидий) может раскрываться, образуя звездчатую форму, или же после разрыва перидия образуются лопастные или фаллюсовидные формы.

### Иллюстрации. Плодовые тела различных форм
- Шляпконожечное
(шампиньон обыкновенный)
- Консолевидное
(трутовик серно-жёлтый)
- Копытовидное
(трутовик настоящий)
- Грушевидное
(дождевик жемчужный)
- Звёздчатое
(звездчатка гигрометрическая)
- Округлое в разрезе
(весёлка обыкновенная)
- Фаллюсовидное
(весёлка обыкновенная)
- Округлые и лопастные
(Антурус Арчера)
- Булавовидное
(клавариадельфус пестиковый)
- Уховидные
(аурикулярия уховидная)
- Распростёртое
(Hyphodontia sambuci)
- Коралловидное
(калоцера клейкая)
- Пагода (Podoserpula pusio var. pusio)en:Podoserpula

## Типы, развитие и строение плодовых тел
Плодовые тела могут образовываться непосредственно на мицелии или в стромах — уплотнённых структурах мицелия. Сами стромы, содержащие мелкие или микроскопические плодовые тела, иногда называют «сложными плодовыми телами».

### Базидиома
Базидиома (базидиокарп, базидиофор), плодовое тело базидиомицетов — образование мицелия, состоящее из функционально дифференцированных гиф и псевдотканей, несущее базидии.
Развитие начинается с появления на мицелии зачатков (примордиев) — уплотнений размером не более 2 мм, обычно погруженных в субстрат. Все макро- и микроструктуры будущего плодового тела закладывается уже в примордии, в том числе и гимениальный слой. Примордии могут быстро начать развиваться, но они способны и переносить неблагоприятные периоды в покоящемся состоянии. У разных видов грибов и в зависимости от погодных условий от образования примордиев до появления плодовых тел может проходить время от нескольких часов до нескольких недель.
Типы развития базидиом
Важной характеристикой гриба являются процессы, происходящие от момента закладки гимения до созревания спор. В зависимости от наличия перидия, общего и частного покрывала, а также от особенностей возникновения и развития этих покровов различают типы развития плодовых тел (карпогенеза). Имеется несколько классификаций типов развития. Часто выделяют четыре основных типа развития:
- гимнокарпный — гимений от начала и до созревания спор не покрыт никакими структурами;
- ангиокарпный (эндогенный) — противоположный гимнокарпному, оболочка плодового тела вскрывается только после созревания спор;
- гемиангиокарпный — вначале гимений закрыт покрывалом, которое разрывается или исчезает до созревания спор;
- псевдоангиокарпный (вторично ангиокарпный) — вначале гимений открыт, затем происходит образование частного покрывала из гиф края шляпки или поверхности ножки.

В 1977 году A. F. M. Reijnders разработал более подробную систему карпогенеза агарикоидных плодовых тел (шляпконожечных). Эта система принята в работах Х. Клеменсона, ниже она представлена по И. В. Змитровичу.
- Гимнокарпный;
- первично ангиокарпный — развитие гиимения начинается под покрывалом:
  - моновелангиокарпный — имеется только общее покрывало,
  - паравелангиокарпный — имеется только частное покрывало,
  - бивелангиокарпный — имеется общее и частное покрывала,
  - гиповелангиокарпный — покрывало имеется на ранних стадиях развития, затем исчезает,
  - метавелангиокарпный — на стадии примордия имеются покровные структуры, которые затем замещаются новыми покрывалами,
  - бульбангиокарпный — гименофор начинает развиваться внутри примордия, внешний слой примордия образует общее покрывало,
  - гимнангиокарпный — гименофор начинает развиваться внутри примордия, покрывала не формируются;
- вторично ангиокарпный:
  - стипитангиокарпный  (стипитокарпный) — вторичный покров нарастает от ножки,
  - пилангиокарпный (пилеокарпный) — вторичный покров нарастает от края шляпки,
  - миксангиокарпный (пилеостипитокарпный) — вторичный покров нарастает одновременно от шляпки и ножки.